# 見立寺
見立寺（けんりゅうじ）は、埼玉県川越市にある浄土宗の寺院。

## 歴史
1558年（永禄元年）、感誉存貞によって開山された。感誉存貞は後北条氏の家臣である大道寺政繁の甥であり、政繁が蓮馨寺を創建したのと同じ頃に創建された。感誉存貞は後に増上寺法主になっている。
当初は「建立寺」という寺号であったが、後に「見立寺」に改称した。
1866年（慶応2年）、陸奥国棚倉藩の藩主松平康英が川越藩に転封された。康英とともに「長安院」と「広運寺」が川越に移転してきた。明治に入ると、この2寺は当寺に吸収合併され、長安院にあった藩主松平家（明治維新後に「松井家」に改姓）の位牌が当寺に移された。

## 交通アクセス
- 路線バス札の辻停留所より徒歩4分。